# Gymnomitrion bolivianum
Gymnomitrion bolivianum là một loài rêu tản trong họ Gymnomitriaceae. Loài này được (Stephani) Váňa miêu tả khoa học lần đầu tiên năm.